# Campeonato Mundial de Tenis de Mesa por Equipos de 2024
El LVII Campeonato Mundial de Tenis de Mesa por Equipos se celebró en Busan (Corea del Sur) entre el 16 y el 25 de febrero de 2024 bajo la organización de la Federación Internacional de Tenis de Mesa (ITTF) y la Federación Surcoreana de Tenis de Mesa.
Las competiciones se realizaron en el Centro de Conferencias y Exposiciones de la ciudad coreana.

## Medallistas
| Evento               | Oro                                                              | Plata                                                                      | Bronce |
| -------------------- | ---------------------------------------------------------------- | -------------------------------------------------------------------------- | --- |
| Masculino (16-25.02) | Fan Zhendong Wang Chuqin Ma Long Liang Jingkun Lin Gaoyuan China | Félix Lebrun Alexis Lebrun Simon Gauzy Jules Rolland Lilian Bardet Francia | Jang Woo-jin Lim Jong-hoon Lee Sang-su An Jae-hyun Park Gyu-hyeon Corea del Sur Lin Yun-ju Kao Cheng-jui Chuang Chih-yuan Feng Yi-hsin Huang Yan-cheng China Taipéi |
| Femenino (16-24.02)  | Sun Yingsha Wang Yidi Chen Meng Wang Manyu Chen Xingtong China   | Hina Hayata Mima Ito Miwa Harimoto Miu Hirano Miyuu Kihara Japón           | Jia Nan Yuan Prithika Pavade Camille Lutz Audrey Zarif Charlotte Lutz Francia Zhu Chengzhu Doo Hoi Kem Lam Yee Lok Ng Wing Kam Lee Ho Ching Hong Kong               |

## Medallero
| Núm. | País          | Oro | Plata | Bronce | Total |
| ---- | ------------- | --- | ----- | ------ | ----- |
| 1    | China         | 2   | 0     | 0      | 2     |
| 2    | Francia       | 0   | 1     | 1      | 2     |
| 3    | Japón         | 0   | 1     | 0      | 1     |
| 4    | China Taipéi  | 0   | 0     | 1      | 1     |
| 4    | Corea del Sur | 0   | 0     | 1      | 1     |
| 4    | Hong Kong     | 0   | 0     | 1      | 1     |
|      | TOTAL         | 2   | 2     | 4      | 8     |